# Oliver Mahony
Oliver Mahony (ur. 21 października 1983 r. w Birkenhead) – brytyjski wioślarz.

## Osiągnięcia
- Mistrzostwa Świata – Poznań 2009 – dwójka bez sternika wagi lekkiej – 5. miejsce[1].